# 士年纳
士年纳是一座位於马来西亚柔佛州古來縣的巫金，人口約14,845人。

## 設施
- 士年纳花果山廟[6]
- 士年纳華小
- 士年纳國小（泰米爾語）
- 清真寺（Masjid Jamek As-solihin）